# Пангур
Пангур — река в России, протекает по Ивдельскому району Свердловской области. Устье реки находится в 50 км от устья Большой Еввы по левому берегу. Длина реки составляет 50 км, площадь водосборного бассейна — 293 км². В 19 км от устья впадает левый приток Купленка.

## Данные водного реестра
По данным государственного водного реестра России относится к Иртышскому бассейновому округу, водохозяйственный участок реки — Тавда от истока и до устья, без реки Сосьва от истока до водомерного поста у деревни Морозково, речной подбассейн реки — Тобол. Речной бассейн реки — Иртыш.
Код объекта в государственном водном реестре — 14010502512111200009328.